# Skyline (compagnia aerea)
Skyline Sweden A.B. era una compagnia aerea charter svedese che operò dal 1971 al 1978 anche con la denominazione commerciale Skyline Air Charter o Hawk Air. Era dotata di una flotta di Vickers Viscount, operanti da uno a tre alla volta per un totale di cinque velivoli. Con sede a Malmö, inizialmente operava dall'aeroporto di Malmö Bulltofta. L'aeroporto chiuse nel 1972 e Skyline si trasferì all'aeroporto di Malmö Sturup.
Dal 1975 al 1977 la compagnia registrò un notevole aumento del traffico di volo con tre velivoli messi a disposizione della Linjeflyg per la sua rete regionale di linea. Volando dall'aeroporto di Stoccolma Bromma, collegava sette città nel sud della Svezia. Il 15 gennaio 1977 uno dei suoi aerei, operante il volo Linjeflyg 618, si schiantò a Kälvesta durante l'avvicinamento a Bromma, uccidendo tutte le 22 persone a bordo. Il contratto con Linjeflyg scadde proprio quell'anno e la società chiuse i battenti nel 1978.

## Storia
Skyline venne fondata nel 1971 con l'aeroporto di Malmö Bulltofta come hub. In origine operava un Vickers 784 Viscount con una capacità di 65 passeggeri. Si basava su vari servizi charter, come i club studenteschi e i club sportivi per le entrate. La Skyline si trasferì da Bulltofta all'aeroporto di Malmö Sturup il 2 dicembre 1972, quando il primo venne chiuso e sostituito dal secondo.
A causa dei ritardi nella consegna del loro nuovo Fokker F28 Fellowship, la Linjefly iniziò nel 1975 ad effettuare dei voli in wet lease tramite Skyline. Inizialmente queste consistevano nelle rotte Stoccolma – Kalmar – Ronneby, Stoccolma–Visby, Stoccolma–Visby–Kalmar–Ronneby–Malmö, Stoccolma– Hultsfred – Växjö – Kristianstad – Malmö. Per far fronte al traffico, Skyline affittò altri due Visconti, il più grande Modello 814D con capacità di 75 passeggeri. Questi erano stati originariamente consegnati a Lufthansa. Skyline ha operato con il proprio equipaggio e aereo, ma con i codici di volo di Linjeflyg e noleggiato per una tariffa oraria. Durante la fine degli anni '70 Linjeflyg rappresentava la stragrande maggioranza delle entrate di Skyline, sebbene continuasse a integrarsi con i voli charter convenzionali.
La compagnia aerea ha sostituito il suo primo aereo con un Vickers 838 Viscount simile e più grande. Quell'anno Skyline avviò due ulteriori rotte per Linjeflyg: Stoccolma– Jönköping e Stoccolma– Karlstad. Tuttavia, l'aereo sarebbe stato cancellato nel volo 618 il 15 gennaio 1977 ed è stato quindi sostituito con un Viscont 814D in leasing. Questo accordo è durato per alcuni mesi, prima che il contratto di Skyline con Linjeflyg fosse rescisso a causa della consegna degli F28. Skyline cessò le operazioni nel 1978.

## Incidenti
L'unico incidente della Skyline fu il volo Linjeflyg 618, avvenuto durante l'avvicinamento all'aeroporto di Stoccolma Bromma alle 09:05 del 15 gennaio 1977. Il volo veniva operato da Malmö a Stoccolma con scalo a Kristianstand, Växjö e Jönköping. Durante l'avvicinamento all'aeroporto di Stoccolma Bromma, sullo stabilizzatore orizzontale si formò del ghiaccio atmosferico. La bassa potenza applicata a due dei motori aveva ridotto la funzione del sistema di sghiacciamento, causando un accumulo di ghiaccio. Durante l'avvicinamento i piloti persero improvvisamente il controllo del beccheggio e l'aereo si schianò nei pressi di Kälvesta, un quartiere di Stoccolma. A bordo c'erano diciannove passeggeri e tre membri dell'equipaggio; morirono tutti nell'impatto.